# 제36회 미국 감독 조합상
제36회 미국 감독 조합상은 1983년 뛰어난 활동을 보인 영화 감독을 기리기 위해 1984년 3월에 열린 시상식이다. 뉴욕, Beverly Hilton Hotel에서 개최되었다.

## 수상 및 후보

### 감독상(영화부문)
- 애정의 조건 - 제임스 L. 브룩스 수상

### 감독상(다큐멘터리부문)
- Harry Moses 수상

### 공로상
- 오슨 웰즈 수상

### 로버트 B. 알드리치 상
- 로버트 와이즈 수상